# Morton (Manitoba)
Pour les articles homonymes, voir Morton.
Morton est une municipalité rurale du Manitoba située au sud-ouest de la province et est limitrophe avec le Dakota du Nord au sud. En 2006, sa population s'établissait à 718 personnes soit une diminution depuis 2001 puisqu'elle était de 760 habitants. L'International Peace Garden est partiellement situé sur le territoire de la municipalité rurale, le reste étant dans le Dakota du Nord. La majeure partie du Turtle Mountain Provincial Park est présent dans le sud-ouest du territoire de la municipalité.

## Géographie
Selon Statistique Canada, la municipalité rurale s'étend sur un territoire de 1 089,88 km2 (420,80 sq mi).

## Villages
La communauté suivante se situe sur le territoire de la municipalité rurale:
- Ninga

Ainsi que la ville suivante:
- Boissevain

## Démographie
| 2001 | 2006 | 2011 | 2016 |
| ---- | ---- | ---- | ---- |
| 760  | 718  | 698  | 697  |